# Both Sides of an Evening
Both Sides of an Evening är ett album som släpptes 3 maj 1961 av The Everly Brothers. Both Sides of an Evening var duons sjätte LP och den tredje på skivbolaget Warner Brothers.

## Låtlista
Singelplacering i Billboard inom parentes. Placering i England=UK
1. My Mammy (Donaldson/Young)
2. Muskrat (Merle Travis/Texann/Hensley) (#82, UK #20)
3. My Gal Sal (Paul Dressor)
4. Grandfather's Clock (Henry C. Work)
5. Bully of the Town (arrangerad av Ike Everly)
6. Chlo-e (Moret/Kahn)
7. Mention My Name in Sheboygan (Hillard/Sanford/Mysels)
8. Hi-Lili, Hi-Lo (Kapper/Deutsch)
9. The Wayward Wind (Newman/Lebowsky)
10. Don't Blame Me (McHugh/Fields) (#20)
11. Now Is the Hour (Kaihan/Scott/Stewart)
12. Little Old Lady (Carmichael/Adams)
13. When I Grow Too Old to Dream (Romberg/Hammerstein)

När skivbolaget Warner Brothers återutgav albumet 2001 parades Both Sides of an Evening ihop med albumet Instant Party på en cd. Dessutom fanns nedanstående åtta bonusspår på skivan:
1. It's Been Nice (Goodnight) (Doc Pomus/Mort Shuman)
2. The Sheik of Araby (Ted Snyder/Harry Smith/Wheeler)
3. Gran Mamou (okänd upphovsman)
4. Hernando's Highway (Richard Adler/Jerry Ross) (tidigare outgiven)
5. That's Old Fashioned' (That's the Way Love Should Be) (Giant/Baum/Kaye) (#9, UK #12)
6. Crying in the Rain (Howard Greenfield/Carole King) (#6, UK #6)
7. I'm Not Angry (Jimmy Howard)
8. He's Got My Sympathy (första inspelade versionen) (Gerry Goffin/Keller)